# Мілков (річка)
Мілков є притокою річки Путна. У 1482 році Стефан Великий встановив Мілков як кордон між Мунтенією та Молдовою. У 19 столітті юніоністи вважали річку символом союзу між Мунтенією та Молдовою, наприклад у поемі Василя Олександрі Hora Unirii. Кордон у Мілкові зберігався до 1859 року, коли Валахія та Молдова об'єдналися, утворивши Об'єднані князівства .